# Parodia mammulosa
Parodia mammulosa là một loài thực vật có hoa trong họ Cactaceae. Loài này được (Lem.) N.P. Taylor mô tả khoa học đầu tiên năm 1987.

## Hình ảnh

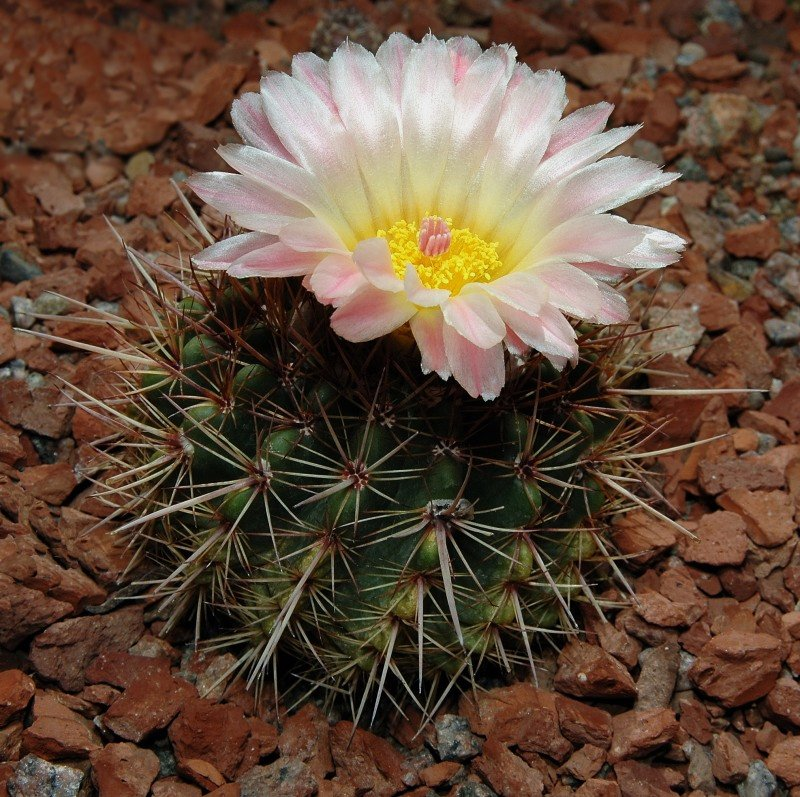
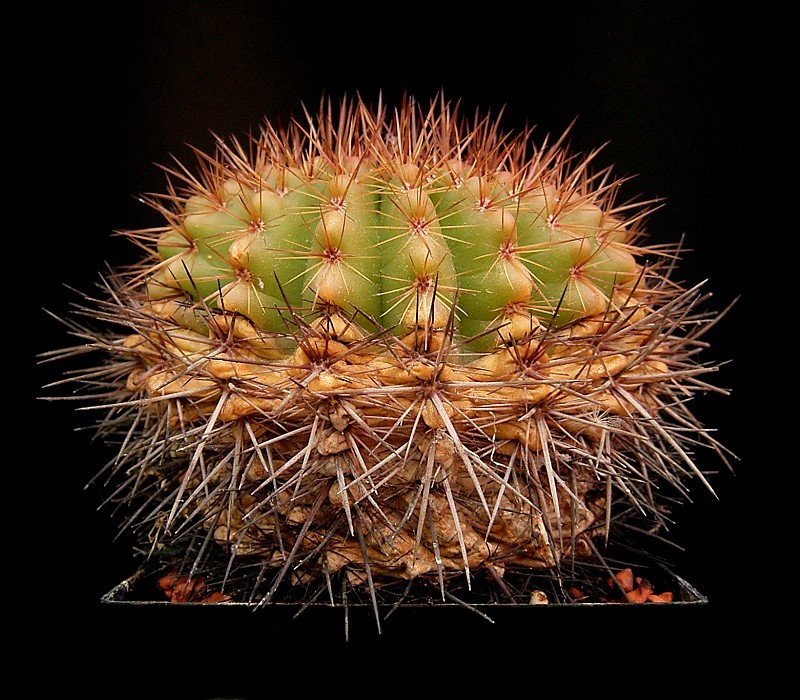
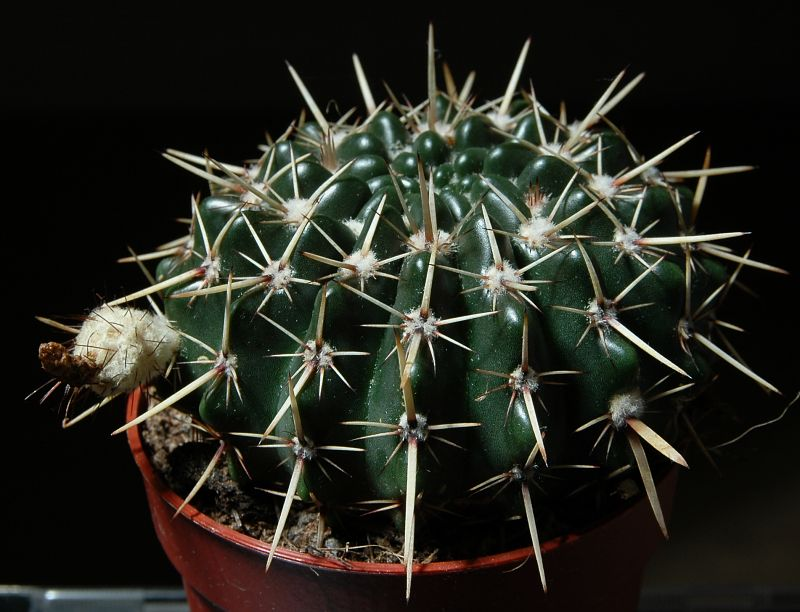
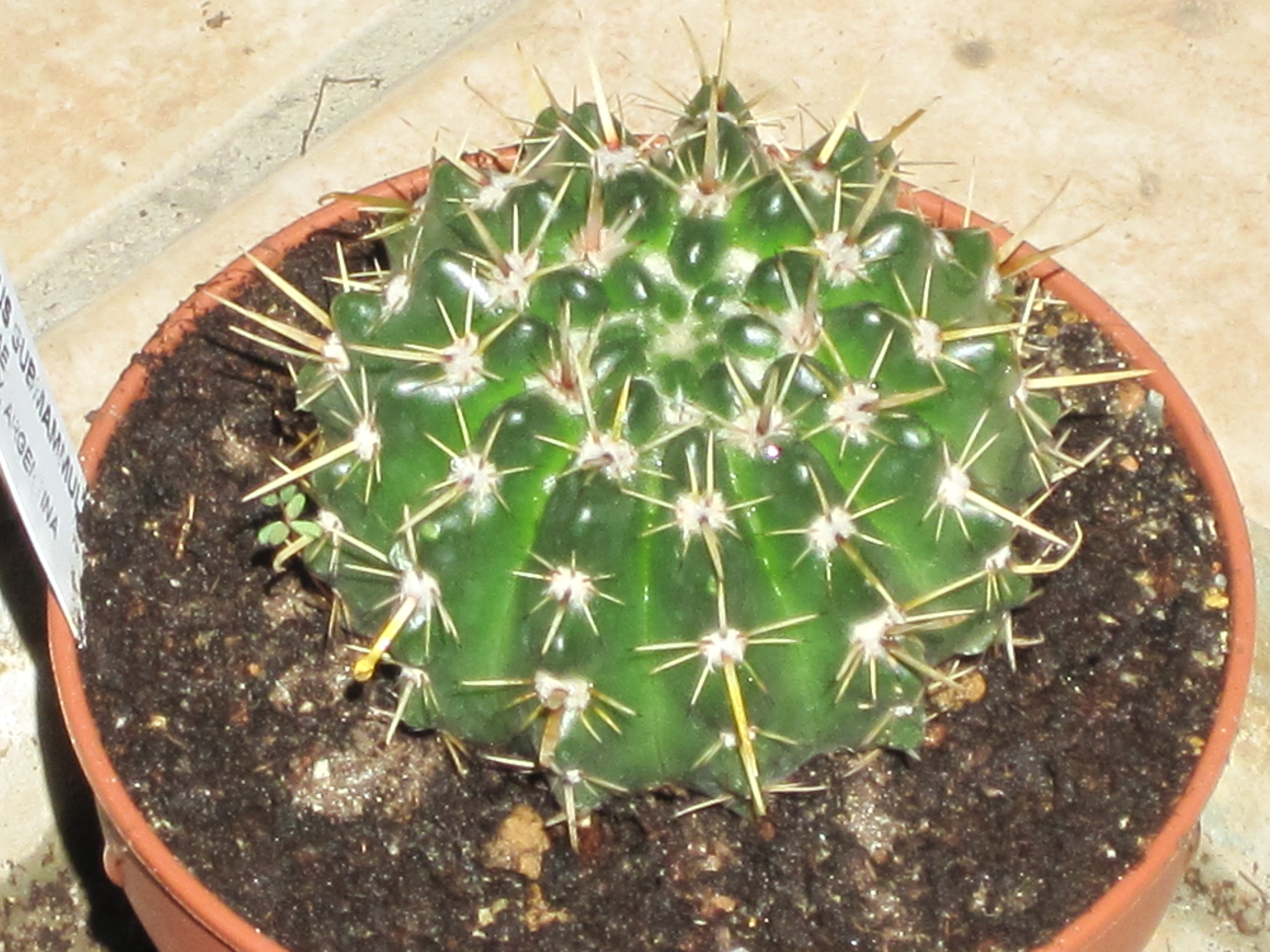
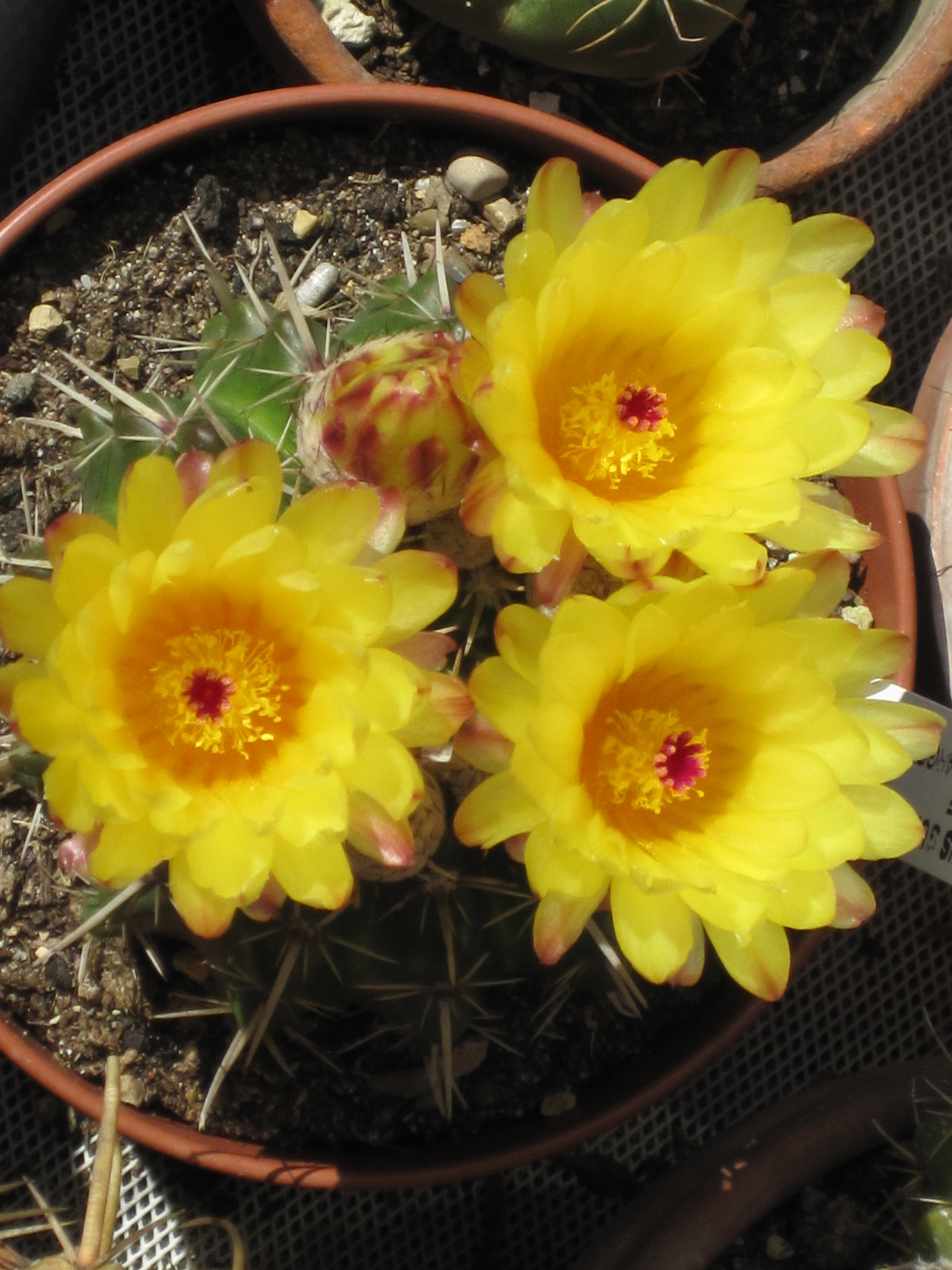